# برولينول
البرولينول هو كحول أميني كيرالي يستخدم كعنصر كيرالي أساسي في التركيب العضوي. ويوجد منه متصاوغين مرآتييين هما D وL.

## التحضير
يمكن الحصول على البرولينول عن طريق تقليل برولين الأحماض الأمينية باستخدام هيدريد ألومنيوم الليثيوم. ونظرًا لأن البرولين متوفر بثمن زهيد وبنقاء عالي، فإنّ البرولينول النقي المتماثل متوفر أيضًا على نطاق واسع.

## الاستخدامات
يستخدم مركب البرولينول في مجموعة متنوعة من التفاعلات الكيميائية كمحفز كيرالي، أو مرابط كيرالي، أو ككاشف كيرالي مساعد في تفاعل هاجوس - باريش - إدير - سوير - ويتشيرت، وتفاعل بايليس - هيلمان، وتفاعلات هدرجة نويوري اللامتناظرة، وتفاعل مايكل.
يُستخدم برولينول كمصدر كيرالي في تخليق مركبات الفوسفور العضوي. وقد اُختبر السلوك الكيميائيّ تصنيع العديد من مركبات البوران الفوسفين المصنعة من البرولينول تجاه الكواشف المعدنية العضوية كخطوة أولى للتحول نحو استخدام الفوسفينات الكيرالية، كما أختبر تأثير إسترات الأميد P(III) على شكل الروابط في تفاعلات الهدرجة غير المتماثلة المحفزة بالإيريديوم.